# Scardia
Scardia is een geslacht van vlinders van de familie echte motten (Tineidae).

## Soorten
- S. alleni Robinson, 1986
- S. amurensis Zagulajev, 1965
- S. anatomella (Grote, 1882)
- S. assamensis Robinson, 1986
- S. boletella (Fabricius, 1794)
- S. caucasica Zagulajev, 1965
- S. isthmiella Busck, 1914
- S. pharetrodes Meyrick, 1934
- S. tholerodes Meyrick, 1894